# Hermann Snellen
Hermann Snellen (Zeist, 19 febbraio 1834 – 18 gennaio 1908) è stato un medico olandese.
Specialista in oftalmologia, introdusse nel 1862 una tabella, che oggi porta il suo nome, per misurare l'acutezza visiva. Studiò medicina a Utrecht, tra gli altri con i professori Gerardus Johannes Mulder (chimica), Jacobus Schroeder van der Kolk (anatomia e fisiologia) e soprattutto Franciscus Cornelis Donders (oftalmologia). Conseguì il dottorato in medicina a Utrecht nel 1858.
Stabilitosi a Utrecht. Hermann Snellen rivolse la sua attenzione all'oftalmologia. L'anno in cui ottenne la laurea, ottenne la posizione di aiuto medico nella clinica oftalmologica di Utrecht.  Oltre all'attività clinica, egli proseguì la carriera accademica. Già nel 1858 ricevette l'abilitazione per l'insegnamento dell'oftalmologia e nel 1877 fu nominato professore di oftalmologia all'università di Utrecht.
Snellen lasciò in eredità un lavoro completo nel suo settore specifico. Nella sua vita professionale si occupò prevalentemente di astigmatismo, glaucoma, infiammazione oculare, malattie della retina e del tessuto connettivo. Inoltre si interessò dei calcoli matematici inerenti all'ottica oftalmica. Nel 1899 diresse un congresso internazionale di oftalmologia a Utrecht.
Morì il 18 gennaio 1908.
Oggi Snellen è ricordato principalmente per la tabella per la misurazione dell'acutezza visiva. Con la tavola o tabella ottotipica è possibile misurare in decimi l'acutezza visiva di un soggetto. Se il paziente sottoposto alla prova è in grado di distinguere una lettera, significa che è in grado di distinguere due punti, ovvero due stimoli visivi, separati l'uno dall'altro. Il principio è lo stesso dell'acuità tattile, la capacità di distinguere due punte di compasso che toccano diversi punti del corpo.

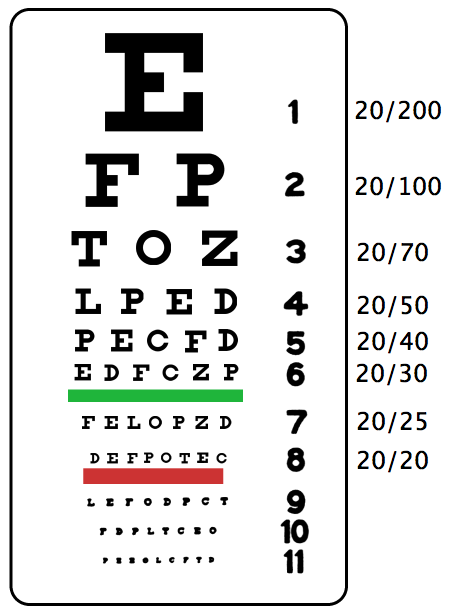
Tabella di snellen tradizionale per testare l'acutezza visiva morfoscopica. L'immagine rappresenta solo un'illustrazione e non è utilizzabile come test.

## Pubblicazioni
- Snellen H., Optotypi ad visum determinandum. Utrecht, 1862.